# Scopula satsumaria
Scopula satsumaria är en fjärilsart som beskrevs av John Henry Leech 1897. Scopula satsumaria ingår i släktet Scopula och familjen mätare. Inga underarter finns listade.